# Тархан (волейбольный клуб)
«Тархан» — российский мужской волейбольный клуб из Стерлитамака. Основан в 2004 году, ранее носил названия «Спортакадемия» (2004—2006) и «Спортакадемия»-ВРЗ (2006—2017). Расформирован в 2025 году.

## История
Команда «Спортакадемия» была создана в 2004 году на базе Стерлитамакского филиала Уральской государственной академии физической культуры в качестве фарм-команды салаватского «Нефтехимика». В 2006 году генеральным спонсором «Спортакадемии» стало ЗАО «Вагоноремонтный завод», директор которого Алексей Волошенков возглавил городскую федерацию волейбола. В сезоне-2006/07 под руководством Алексея Рудакова команда впервые попала в призёры первой лиги, заняв 3-е место.
В 2007 году «Спортакадемия»-ВРЗ получила самостоятельный статус. В сезоне-2008/09 под руководством Владимира Лукина стерлитамаковцы вновь стали третьими в чемпионате команд первой лиги и получили право играть в высшей лиге «Б», но дебютное выступление в третьем по значимости дивизионе оказалось неудачным — 11-е место из 12 участников европейской зоны. На постоянной основе в высшей лиге «Б» «Спортакадемия»-ВРЗ начала играть с сезона-2011/12 в связи с упразднением первой лиги и созданием Молодёжной лиги.
С 2014 года башкирский коллектив три сезона подряд выходил в финалы высшей лиги «Б» и в 2016-м стал бронзовым призёром турнира. За команду, возглавляемую тренером Василием Дмитриевым, выступали Рустам Богданов, Рамиль Галимов, Рауль Гиниятуллин, Виктор Ежов, Дмитрий Емельянов, Степан Журавлёв, Тимур Исхаков, Александр Мазунин, Иван Маршинин, Сергей Митрясов, Денис Почанин, Фёдор Савчук, Константин Сафроненков, Иван Сидоров, Антон Финогенов, Олег Хохлов.
В межсезонье «Спортакадемия»-ВРЗ стала фарм-командой уфимского «Урала», её состав пополнили связующий Роман Байнякшин из калужской «Оки» и молодые нападающие «Урала» Владислав Петров и Руслан Галимов, должность главного тренера занял Сергей Грибов. Незадолго до начала чемпионата России-2016/17 стало известно, что вследствие снятия с первенства высшей лиги «А» «Нижнего Новгорода» и красногорского «Зоркого» стерлитамакская команда впервые в своей истории допущена к участию в турнире подэлитного дивизиона. Усилив состав уже по ходу сезона диагональным Иваном Подребинкиным из «Новы» и либеро Ильёй Петрушовым из «Локомотива», «Спортакадемия»-ВРЗ по итогам соревнования заняла 9-е место, избежав участия в переходных играх и сохранив прописку в высшей лиге «А».
В августе 2017 года «Спортакадемия»-ВРЗ по решению учредителей получила новое название — «Тархан», а в её составе произошли кардинальные изменения. Завершили карьеру отыгравшие за Стерлитамак несколько сезонов Фёдор Савчук, Иван Сидоров, Рустам Богданов и капитан команды Виктор Ежов. Наиболее заметными новобранцами «Тархана» были Владимир Купряшкин из «Газпрома-Югры», экс-игроки «Подмосковья» Ярослав Верный и Кирилл Фиалковский и воспитанник стерлитамакского волейбола Никита Лучин, выступавший в прошлом за «Газпром-Югру» и челябинское «Торпедо». В сезоне-2017/18 под руководством нового главного тренера Сергея Чабана «Тархан» занял 10-е место в высшей лиге «А». Летом 2018 года команду возглавил только что завершивший карьеру игрока в оренбургском «Нефтянике» Глеб Кашицын, в 2019—2021 годах к руководству коллективом возвращался Сергей Чабан.
В июле 2025 года учредители уфимского «Динамо-Урала» приняли решение о прекращении финансовой поддержки и расформировании «Тархана».

## Результаты выступлений

### Чемпионат России
| Сезон   | Лига                  | Место                | И  | В  | П  | С/П    | Главный тренер             |
| ------- | --------------------- | -------------------- | -- | -- | -- | ------ | -------------------------- |
| 2004/05 | Первая лига (IV)      | 27-е                 | 38 | 10 | 28 | 48:90  |                            |
| 2005/06 | Первая лига (IV)      | 20-е                 | 34 | 20 | 14 | 73:60  |                            |
| 2006/07 | Первая лига (IV)      | 3-е                  | 35 | 28 | 13 | 96:65  | Алексей Рудаков            |
| 2007/08 | Первая лига (IV)      | 14-е                 | 36 | 18 | 18 | 72:69  | Владимир Лукин             |
| 2008/09 | Первая лига (IV)      | 3-е                  | 45 | 36 | 9  | 115:55 | Владимир Лукин             |
| 2009/10 | Высшая лига «Б» (III) | 11-е в зоне Европы   | 44 | 10 | 34 | 54:110 | Владимир Лукин             |
| 2010/11 | Первая лига (IV)      | 7-е                  | 40 | 31 | 9  | 103:53 | Алексей Давыдов            |
| 2011/12 | Высшая лига «Б» (III) | 14-е в зоне «Восток» | 34 | 20 | 14 | 69:52  | Алексей Давыдов            |
| 2012/13 | Высшая лига «Б» (III) | 9-е                  | 50 | 34 | 16 | 118:66 | Алексей Рудаков            |
| 2013/14 | Высшая лига «Б» (III) | 6-е                  | 42 | 28 | 14 | 93:61  | Алексей Рудаков            |
| 2014/15 | Высшая лига «Б» (III) | 6-е                  | 36 | 20 | 16 | 73:56  | Василий Дмитриев           |
| 2015/16 | Высшая лига «Б» (III) | 3-е                  | 44 | 35 | 9  | 112:45 | Василий Дмитриев           |
| 2016/17 | Высшая лига «А» (II)  | 9-е                  | 44 | 19 | 25 | 78:94  | Сергей Грибов              |
| 2017/18 | Высшая лига «А» (II)  | 10-е                 | 40 | 11 | 29 | 57:97  | Сергей Чабан               |
| 2018/19 | Высшая лига «А» (II)  | 13-е                 | 48 | 12 | 36 | 64:121 | Глеб Кашицын               |
| 2019/20 | Высшая лига «А» (II)  | 10-е                 | 26 | 12 | 14 | 47:51  | Сергей Чабан               |
| 2020/21 | Высшая лига «А» (II)  | 9-е                  | 26 | 13 | 13 | 49:55  | Сергей Чабан               |
| 2021/22 | Высшая лига «А» (II)  | 13-е                 | 44 | 16 | 28 | 74:97  | Сергей Чабан, Глеб Кашицын |
| 2022/23 | Высшая лига «А» (II)  | 15-е                 | 44 | 13 | 31 | 64:104 | Глеб Кашицын               |
| 2023/24 | Высшая лига «А» (II)  | 12-е                 | 36 | 14 | 22 | 62:79  | Глеб Кашицын               |
| 2024/25 | Высшая лига «А» (II)  | 10-е                 | 38 | 16 | 22 | 68:86  | Глеб Кашицын               |

### Кубок России
| Сезон | Место                   | И  | В | П  | С/П   | Главный тренер |
| ----- | ----------------------- | -- | - | -- | ----- | -------------- |
| 2017  | 3-е в зональном турнире | 6  | 2 | 4  | 6:13  | Сергей Чабан   |
| 2018  | 6-е в зональном турнире | 10 | 0 | 10 | 1:30  | Глеб Кашицын   |
| 2019  | 6-е в зональном турнире | 10 | 1 | 9  | 6:27  | Сергей Чабан   |
| 2023  | 4-е в зональном турнире | 7  | 2 | 5  | 11:18 | Глеб Кашицын   |
| 2024  | 4-е в зональном турнире | 7  | 3 | 4  | 10:13 | Глеб Кашицын   |

### Кубок высшей лиги «А»
| Сезон | Место | И | В | П | С/П  | Главный тренер |
| ----- | ----- | - | - | - | ---- | -------------- |
| 2020  | 12-е  | 5 | 0 | 5 | 4:15 | Сергей Чабан   |
| 2021  | 11-е  | 5 | 1 | 4 | 6:13 | Сергей Чабан   |
| 2022  | 8-е   | 6 | 2 | 4 | 8:15 | Глеб Кашицын   |

## Арена
Домашние матчи «Тархан» проводил в зале игровых видов спорта «Стерлитамак-Арены» (Коммунистическая улица, 101).